# Vangsvik
Vangsvik o Vangsvika es una localidad del municipio de Senja en la provincia de Troms, Noruega. Era el centro administrativo del antiguo municipio de Tranøy y cuenta con una población de 350 habitantes. Posee una escuela, una tienda, servicios sanitarios y es sede de la capilla de Vangsvik. También alberga de un criadero de peces y de una línea de autobuses.

## Ubicación
Vangsvik está ubicado al sur de la isla de Senja, en el Solbergfjorden. Está a 15 km al suroeste de Finnsnes (en Lenvik), a 32 km al noreste de Stonglandseidet y a 40 km de Å.